# Soortvorming

De vier vormen van soortvorming: Allopatrische soortvorming, peripatrische soortvorming, parapatrische soortvorming en sympatrische soortvorming.

Soortvorming of speciatie is het ontstaan van nieuwe (biologische) soorten uit populaties van bestaande soorten. Het is een van de belangrijkste onderzoeksgebieden binnen de evolutiebiologie. Charles Darwin plaatste in 1859 het soortvormingsproces in het centrum van zijn evolutietheorie, en noemde zijn belangrijkste werk "De oorsprong der soorten". Rond 1900 verdween het onderzoek naar het soortvormingsproces een beetje naar de achtergrond, door de ontdekkingen van Gregor Mendel. Deze  vestigde de aandacht op de manier waarop verschillen tussen individuen, via de genen, worden doorgegeven aan het nageslacht. In de periode 1936 - 1947 formuleerde Ernst Mayr vervolgens een synthese tussen de evolutietheorie van Darwin en de inzichten van Mendel. Volgens deze synthetische evolutietheorie of moderne synthese worden veranderingen binnen populaties en individuen, middels natuurlijke selectie, via de genen doorgegeven. Sinds 2000 staat het soortvormingsproces weer in het centrum van de belangstelling.

## Manieren
Er zijn vier manieren waarop soorten kunnen ontstaan, en waarbij de geografie een grote rol speelt:
- allopatrische soortvorming
- peripatrische soortvorming
- parapatrische soortvorming
- sympatrische soortvorming

Daarnaast kan soortvorming kunstmatig tot stand gebracht worden door het fokken van dieren, door het kunstmatig kruisen van planten of door middel van laboratoriumexperimenten. Er bestaat een groot aantal voorbeelden van al deze manieren van soortvorming.

## Voorbeelden
Indirect bewijs voor soortvorming wordt gevonden op plaatsen waar veel verwante soorten (een soortenzwerm) voorkomen waarvan zeker is dat zij een gemeenschappelijke voorouder hebben. Een proces waarbij verschillende geografische soortvormingsprocessen hebben plaatsgevonden noemt men adaptieve radiatie.
Meer direct bewijs is verkregen bij de teelt van planten en dieren en in laboratoriumproeven.

### Darwinvinken

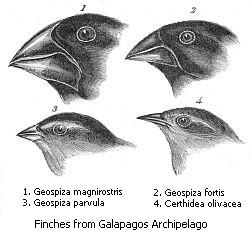
Vier van de acht soorten Darwinvinken met onderling sterk verschillende snavelvormen

De Darwinvinken die Charles Darwin sterk hebben geïnspireerd tot het ontwikkelen van de evolutietheorie vormen zo'n soortenzwerm. Het zijn acht verwante soorten tangaren (zangvogels) die voorkomen op de Galapagoseilanden. Hieraan wordt nog steeds veel onderzoek gedaan. Bij een combinatie van morfologisch, ecologisch, ethologisch en moleculair genetisch onderzoek maken Podos en zijn medewerkers duidelijk hoe deze vogels inderdaad afstammen van één gemeenschappelijke voorouder en hoe soortvorming kan plaatsvinden door stapsgewijze veranderingen in de snavelvorm die weer invloed hebben op het vermogen om bepaalde geluiden te maken waardoor vogels met dezelfde snavelvorm elkaar op den duur als soorten herkennen en reproductief geïsoleerd raken van vogels met een afwijkende snavelvorm en afwijkende zang.

### Rhagoletis pomonellain Noord-Amerika

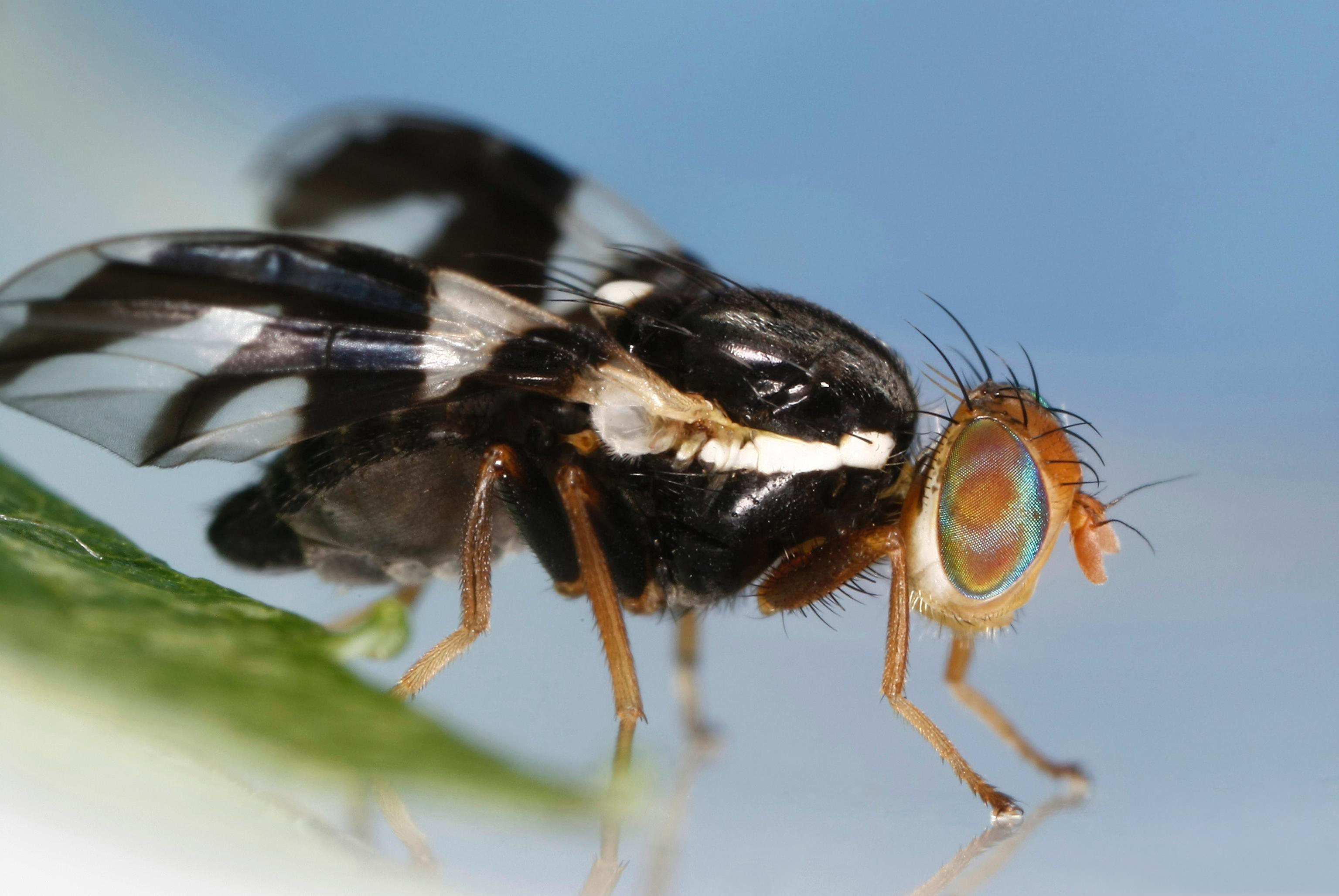
Rhagoletis pomonella

Een mooi voorbeeld van sympatrische soortvorming levert Rhagoletis pomonella. Deze vlieg legt zijn eitjes in de bomen en struiken uit de rozenfamilie waaronder de meidoorn in Noord-Amerika. Verschillende populaties hebben verschillende soorten bessenstruiken en bomen waarop ze parasiteren. Toen de appel uit Europa werd ingevoerd in de 19de eeuw, ontstond er een ras van de vlieg dat zich specialiseerde op de appel. Nu blijkt dat dit ras geen voorkeur meer heeft voor de meidoorn als plaats om eitjes te leggen, en omgekeerd. Uit genetisch onderzoek blijkt dat zes van de dertien loci voor een bepaald enzym aanzienlijk anders zijn bij de appelvariant van de vlieg. Deze verschillen zijn ook gekoppeld aan een andere timing van de paartijd van deze vliegen. De meidoornvariant van de vlieg wordt later in het seizoen volwassen en doet er ook langer over voor hij volwassen is.

### Laboratoriumexperimenten

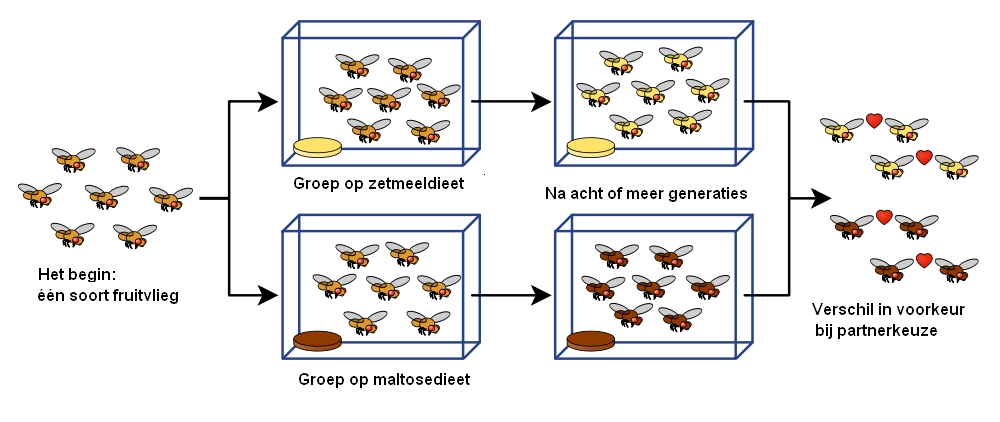
Experiment soortvorming bij Drosophila.

Inmiddels is er een groot aantal laboratoriumexperimenten uitgevoerd waaruit blijkt dat bij relatief kortlevende organismen soortvormingsprocessen zichtbaar gemaakt kunnen worden in het laboratorium. Een van de best gedocumenteerde experimenten werd al in de jaren 1980 uitgevoerd. William Rice en G.W. Salt kweekten fruitvliegjes (Drosophila melanogaster) in een soort van doolhof waarbinnen de insecten konden kiezen tussen verschillende habitats zoals licht of duisternis en nattigheid of droogte. Iedere generatie werd in het doolhof geplaatst en de groep fruitvliegen die tevoorschijn kwamen uit twee van de acht openingen werden ieder apart gezet. Na 35 generaties bleken de twee groepen (met hun nakomelingen) reproductief geïsoleerd van elkaar. Ze paarden alleen met vliegen waarmee zij dezelfde habitatvoorkeur deelden.

### Soortvorming door hybridisatie en polyploïdie
Polyploïdie (het verschijnsel dat er in de celkern per chromosoom meerder homologe chromosomen zitten) is een mechanisme dat bij planten kan zorgen voor een snelle vorm van sympatrische soortvorming. Bij zaadplanten is waarschijnlijk 2 tot 4% van de soortvormingsprocessen veroorzaakt door polyploïdie, bij varens 6% en bij bedektzadigen zo'n 15%.
Hybridogene polyploïdie (alloploïdie) kan ook resulteren in soortvorming, doordat dit soms leidt tot een fenotype dat beter aangepast is aan de leefomstandigheden dan de voorouders. Na verdubbeling van het genoom en door natuurlijke selectie kan deze genencombinatie de overhand krijgen. 
Dit proces is uitgebreid bestudeerd bij vlinders uit het geslacht Heliconius. Er zijn tal van andere voorbeelden van soortvorming door bastaardering. Zo ontstaat er nu in het Duitse gedeelte van de Rijn een nieuwe populatie van rivierdonderpadden die is ontstaan als een hybride tussen een soort uit de Schelde (de rivierdonderpad, Cottus perifretum) en een soort die oorspronkelijk in de Rijn (en zijrivieren- en beken) voorkwam, de beekdonderpad (Cottus rhenanus). Een ander voorbeeld van (volgens sommigen ongewenste) soortvorming door bastaards betreft de witkopeend. Natuurbeschermers vrezen dat de witkopeend uit Europa kan verdwijnen, omdat hybride nakomelingen ontstaan door paring van de witkopeend met de rosse stekelstaart, een uit Noord-Amerika ingevoerde exoot. Deze hybride, nieuwgevormde soort zou samen met de rosse stekelstaart de overhand kunnen krijgen, en de witkopeend doen uitsterven.

## Snelheid van de soortvorming

Schematische weergave van het verschil tussen de ideeën van geleidelijke evolutie (fyletisch gradualisme, links) en punctuated equilibrium (rechts).

In kleine populaties kan soortvorming veel sneller plaatsvinden dan in grote populaties, omdat een mutatie zich veel sneller over de hele populatie verspreidt. Kleine populaties ontstaan als een verzameling organismen wordt afgezonderd van de rest van de populatie. Wanneer deze mutatie een nieuwe adaptatie is die voordeel biedt, kan de kleine populatie zich daarna snel verspreiden ten koste van soortgenoten zonder deze eigenschap (zie: adaptieve radiatie). Het gevolg is dat grote stappen in de evolutie soms relatief snel gaan. Snel wil zeggen in tienduizenden of honderdduizenden jaren. Deze perioden worden afgewisseld met lange perioden (miljoenen jaren) waarin een grote populatie nauwelijks verandert. Dit proces is gepostuleerd door de Amerikaanse paleontologen Niles Eldredge (1943) en Stephen Jay Gould (1940–2002) en wordt punctuated equilibrium genoemd. Deze theorie geeft een mooie verklaring voor het feit dat fossiele tussenvormen in veel gevallen zeldzaam zijn. Van een kleine, relatief kort bestaande populatie is de kans dat er gefossiliseerde resten bewaard blijven kleiner dan van een grote, stabiele populatie.